# Bulbophyllum brienianum
Bulbophyllum brienianum é uma espécie de orquídea (família Orchidaceae) pertencente ao gênero Bulbophyllum. Foi descrita por Robert Allen Rolfe e Elmer Drew Merrill em 1921.